# Isabelle van Beaujeu
Isabelle van Beaujeu (1225 – 8 januari 1297) was vrouwe van Beaujeu in het hertogdom Bourgondië tussen 1265 en 1272.
Isabelle was een dochter van Humbert V van Beaujeu en Marguerite de Bâgé. Ze werd op jonge leeftijd door haar vader beloofd aan graaf Guy IV van Forez om zo een einde te maken aan de vijandigheden tussen Beaujolais en Forez. Maar tot een huwelijk is het niet gekomen. Ze huwde een eerste keer met Simon II van Semur en na zijn dood met graaf Renaud I van Forez. Bij de dood van haar vader op kruistocht in 1250 volgde haar broer Guichard V van Beaujeu hem op. Guichard stierf kinderloos in 1265 en Isabelle werd samen met haar echtgenoot aangeduid als zijn erfgenamen. Zo werden Forez en Beaujolais, die in het verleden bittere rivalen waren, verenigd.

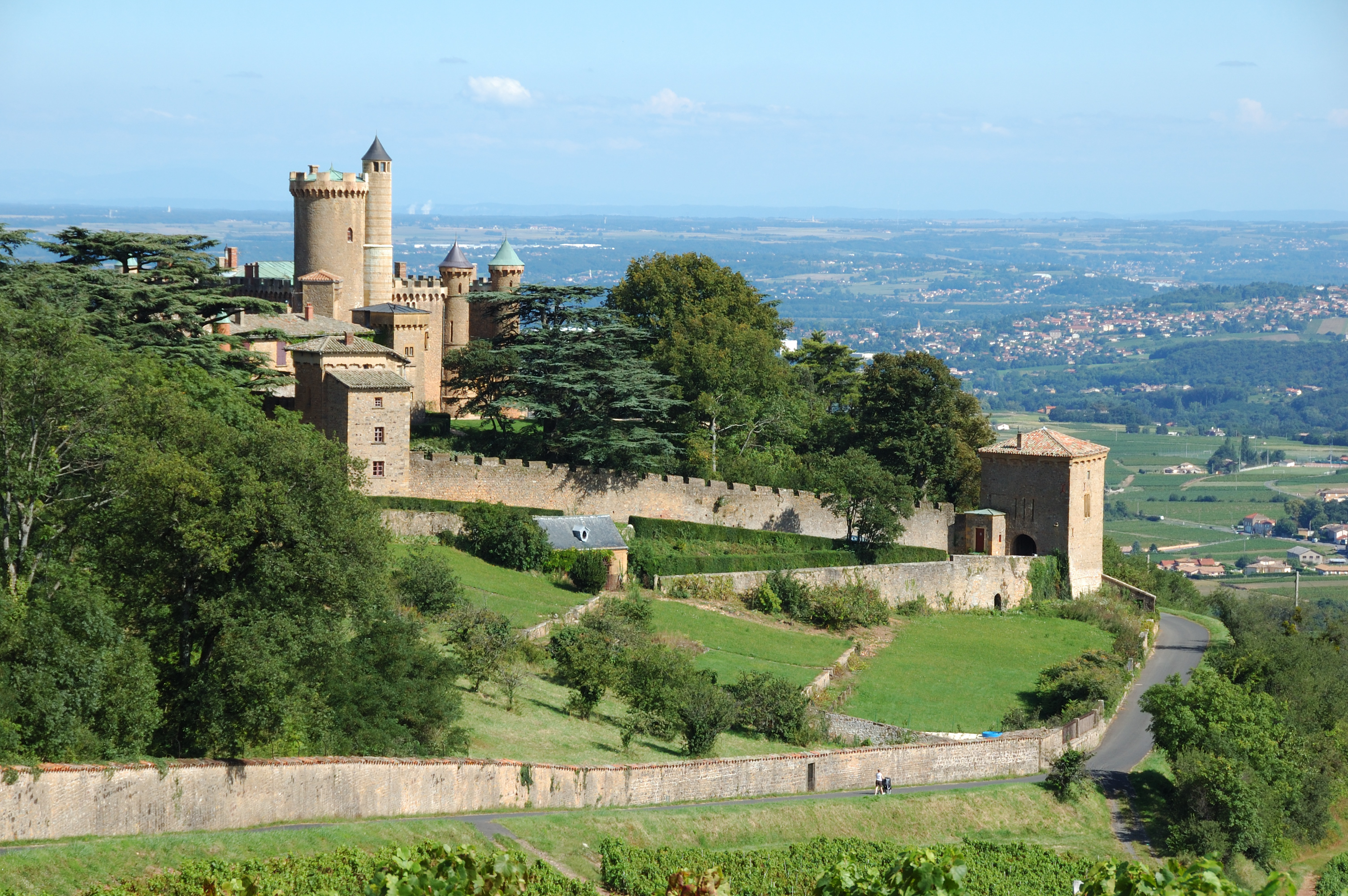
Het kasteel van Montmelas

Renaud vergezelde koning Lodewijk IX van Frankrijk in 1270 op de rampzalige Achtste Kruistocht. Renaud stierf ziek en uitgeput onder de muren van Tunis. In zijn testament had hij bepaald dat de heerlijkheid Beaujeu toekwam aan zijn oudste zoon Guy, die toen nog minderjarig was. Maar Isabelle schonk het in 1272 aan haar jongste zoon Louis. Guy vocht deze schenking door zijn moeder aan. Humbert van Montpensier trad op als bemiddelaar en er werd overeengekomen dat Louis Beaujeu mocht behouden maar dat de bezittingen van Beaujeu in het graafschap Forez aan Guy toevielen. En verder zou Beaujeu toekomen aan Guy mocht Louis kinderloos komen te overlijden.
Isabelle behield voor zichzelf bij de schenking de dorpen Montmelas, Pouilly en Lent en trok zich daar terug.